# Dawsonville (Georgia)
Dawsonville es un pueblo ubicado en el condado de Dawson en el estado estadounidense de Georgia. En el censo de 2010, su población era de 2,536.

## Demografía
En el 2010 la renta per cápita promedia del hogar era de $34,327, y el ingreso promedio para una familia era de $39,000. El ingreso per cápita para la localidad era de $20,207. Los hombres tenían un ingreso per cápita de $27,500 contra $25,125 para las mujeres.

## Geografía
Dawson se encuentra ubicado en las coordenadas 34°25′0″N 84°7′0″O / 34.41667, -84.11667 (31.773969, -84.440870).
Según la Oficina del Censo, la localidad tiene un área total de 21,26 km² (8,2 mi²), de la cual 21,2 km² (8,2 mi²) es tierra y 0,5 km² (0 mi²) (0.00%) es agua.